# Kaestneria
Kaestneria is een geslacht van spinnen uit de familie hangmatspinnen (Linyphiidae).

## Soorten
De volgende soorten zijn bij het geslacht ingedeeld:
- Kaestneria bicultrata Chen & Yin, 2000
- Kaestneria dorsalis (Wider, 1834)
- Kaestneria longissima (Zhu & Wen, 1983)
- Kaestneria minima Locket, 1982
- Kaestneria pullata (O. P.-Cambridge, 1863)
- Kaestneria rufula (Hackman, 1954)
- Kaestneria torrentum (Kulczyński, 1882)